# Finanza sostenibile
La finanza sostenibile è l'applicazione del concetto di sviluppo sostenibile all'attività finanziaria. L'idea di fondo è quella di garantire la “capacità di futuro”, cioè l'uso razionale delle risorse in modo da non compromettere la capacità delle risorse stesse di continuare a produrre valore nel tempo. La finanza sostenibile, quindi, si pone l'obiettivo di creare valore nel lungo periodo, cioè quando indirizza i capitali verso attività che non solo generino un plusvalore economico, ma in modo che siano al contempo utili alla società né superino le capacità di carico del sistema ambientale. Questo la rende diversa dalle operazioni meramente finanziarie.
In termini generali, la finanza sostenibile rientra nell'alveo della più ampia finanza etica, ovvero di quella finanza che effettua scelte economiche non - prevalentemente - in base al profitto. La finanza etica è però una nozione più generica, la quale comprende anche investimenti "etici" diversi da quelli legati allo sviluppo sostenibile. Infatti rientrano nella finanza etica anche scelte di investimento basate su motivazioni religiose, ideologiche, politiche, che non necessariamente possono essere razionalmente giudicabili "sostenibili" e nell'interesse delle nuove generazioni.
Nel 2016 in Italia il Testo unico bancario è stato arricchito con l’articolo 111-bis, che disciplina “Gli operatori di finanza etica e sostenibile”. 
L'attenzione posta al tema della finanza etica e sostenibile è di crescente interesse. Se fino ad adesso la concentrazione degli sforzi di indirizzo e di regolamentazione è stata posta soprattutto sull'oggetto del finanziamento, su "cosa" finanziare, un possibile e forse necessario traguardo è consentire la conoscenza, estesa anche al pubblico, del soggetto finanziatore, di "chi" finanzia (quanto, quando, etc.). Una trasparente tracciabilità finanziaria contribuisce a favorire i Soggetti pubblici e privati in contezza in fase di acquisto, promozione, eventualmente rifinanziamento, di beni, servizi, lavori; in generale contribuisce a garantire processi democratici nel mondo.

## Le motivazioni della finanza sostenibile
Le motivazioni della finanza sostenibile sono di ordine etico e di ordine economico-finanziario.
Di ordine etico:
- viene ricercata la coerenza tra le convinzioni di ordine morale dell'investitore e le conseguenze ambientali e sociali dell'attività degli emittenti in cui investire;
- l'impatto sulle performance è una conseguenza, positiva o negativa, ma non è l'obiettivo.

Di ordine economico-finanziario:
- l'attenzione ai temi ambientali o sociali è alimentata dalla ricerca di driver di valore;
- l'assunto è che le imprese più attente alla domanda di responsabilità che proviene dalla società siano quelle che avranno più probabilità di successo nel medio termine;
- questo approccio si applica sia a livello di settori (p. es., le energie rinnovabili) che di singoli emittenti (p.es., l'impresa A rispetto all'impresa B).

## Origini ed evoluzione
Le prime forme di IR - l'Integrated Reporting (IR) è definito dall'International Integrated Reporting Council (IIRC) - vengono ricondotte all'evoluzione della più ampia finanza etica e quindi alle pratiche di gruppi religiosi. Fin dal XVIII secolo, le correnti più rigorose del protestantesimo, ritenevano incompatibile con la dottrina cristiana la scelta di investire i propri risparmi in attività economiche che facevano uso di schiavi o collegate alla produzione e al commercio di armi, tabacco e alcolici o coinvolte nel gioco d'azzardo.
Il fenomeno degli IR esce dai confini dell'ambito religioso solo a partire dagli anni '60 del secolo scorso, sull'onda della diffusione, in tutti i paesi industrializzati, di movimenti di protesta e di proposta in materia di diritti civili e di partecipazione democratica. Queste spinte sociali rappresentarono innanzitutto un fattore di innovazione politica nei confronti dell'establishment, ma posero altresì le premesse per la nascita di un movimento di cambiamento del mercato, attraverso la domanda di prodotti e di servizi diversi.
L'affermazione degli IR in forme paragonabili a quelle attuali si colloca a margine della contestazione da parte delle organizzazioni studentesche universitarie americane nei confronti del coinvolgimento degli Stati Uniti nella guerra in Vietnam; esse iniziarono a criticare l'investimento da parte delle Università (per lo più fondazioni di natura privata) e dei fondi pensione del personale in imprese direttamente o indirettamente coinvolte nel conflitto. L'investimento diventa strumento di promozione del cambiamento sociale. L'uso del denaro viene considerato atto “non neutrale” e perciò politico, in relazione agli effetti che produce.
A questo periodo risale anche la nascita, sempre negli Stati Uniti, del primo fondo comune etico, il Pioneer Fund, che gestiva gli investimenti di varie istituzioni religiose applicando criteri di esclusione nei confronti dei titoli di imprese operanti nel settore del tabacco, dell'alcool e del gioco d'azzardo. 
Il momento topico di questa fase storica è rappresentato dalla lotta al regime segregazionista sudafricano. Di nuovo, la figura di spicco è quella di un religioso, il reverendo Leon Sullivan, il quale, intorno alla metà degli anni '70, riuscì a sollecitare un ampio movimento di opinione e di organizzazione dell'azionariato di alcune grandi multinazionali. Elaborò una serie di principi di comportamento, diventati noti col suo nome, secondo i quali le imprese statunitensi operanti in Sudafrica avrebbero dovuto applicare gli stessi principi di equità e non discriminazione vigenti nella madrepatria anche ai lavoratori sudafricani. Al lancio di questi principi seguirono vaste operazioni di boicottaggio finanziario e massicce forme di pressione sui manager e sui board delle multinazionali americane coinvolte più o meno direttamente in pratiche di apartheid. Il movimento registrò alcune clamorose vittorie e l'approccio dell'azionariato attivo si consolidò come uno strumento di promozione e di partecipazione civica.
A partire dagli anni '80, il fenomeno inizia a consolidarsi anche in Europa, in particolare nel Regno Unito, Paese in cui, nel 1984, viene lanciato il fondo il Friends Provident's Stewardship Trust. Ma è con gli anni '90 che la finanza socialmente responsabile compie un salto di qualità e si pone come un esempio reale per tutto il mondo degli investimenti.
Gli IR hanno fatto la loro comparsa sulla scena italiana in tempi relativamente recenti. Il primo comparto etico è stato costituito nel 1997 dalla società di gestione del risparmio del gruppo Sanpaolo IMI. L'esempio della “linea etica” è stato seguito da diverse società di gestione che hanno a loro volta lanciato prodotti simili.

## Prodotti e operatori del mercato
I prodotti finanziari responsabili sono prodotti che hanno l'obbiettivo di favorire la coesione sociale attraverso il finanziamento di progetti e di imprese che presentano un valore aggiunto per l'uomo, la cultura e/o l'ambiente, ossia che generano un plusvalore sociale e/o ambientale. I prodotti di risparmio responsabile sono disponibili nelle stesse forme dei prodotti di risparmio tradizionali. In base ai suoi criteri di rischio, di liquidità e di rendimento, il risparmiatore può scegliere di investire il suo denaro in conti di risparmio, conti a termine, in SICAV e in fondi comuni di investimento, assicurazioni-vita o ancora in azioni e quote sociali di organizzazioni solidali. 
Le forme più tipiche di gestione del risparmio in senso responsabile sono:
- i fondi comuni di investimento: sono gli strumenti che hanno permesso a molti risparmiatori di avvicinarsi alla finanza socialmente responsabile e verificare il fatto che investire in fondi socialmente responsabili non è una forma di beneficenza, ma una forma innovativa di gestione delle risorse mobiliari.
- i fondi pensione (FP): sono strumenti di previdenza il cui fine è garantire una rendita dilazionata nell'arco di parecchi anni. Un approccio di investimento a lungo termine consente di instaurare con le società partecipate un rapporto più stretto non basato su una mera speculazione di breve periodo, ma su investimenti di tipo strategico con orizzonti temporali più lunghi. Proprio per questo, la valenza sociale e la natura non speculativa orientata al lungo periodo degli IR rendono tale forma di investimento particolarmente adatta ai FP. È infatti plausibile pensare che una gestione aziendale proattiva da un punto di vista sociale e ambientale sia potenzialmente in grado di scongiurare tensioni sociali o altri episodi di protesta che possono danneggiare l'immagine e la redditività dell'impresa;
- le polizze assicurative sono prodotti strutturati, cioè hanno una struttura finanziaria un po' più complessa. Le polizze unit linked sono polizze che combinano le opportunità di rendimento offerte dagli strumenti finanziari con le caratteristiche degli strumenti assicurativi e prevedono la sottoscrizione di due contratti: un investimento in una quota di un fondo (unit) e un'assicurazione vita. Il capitale versato è investito in fondi assicurativi dedicati e quando il fondo è gestito secondo criteri ISR si parla di polizze socialmente responsabili. Le polizze index linked (indicizzate) sono invece contratti in cui l'entità del capitale assicurato dipende dal valore di un indice e se l'indice di riferimento è costituito secondo criteri ISR, si attribuisce a questo tipo di polizze la caratterizzazione di "socialmente responsabile".

Sono disponibili anche:
- fondi chiusi di private equity
- fondi immobiliari
- gestioni patrimoniali
- ETF
- prodotti strutturati
- prestiti obbligazionari e i certificati di deposito

In teoria, qualsiasi prodotto può essere caratterizzato come socialmente responsabile, nella misura in cui i titoli che sono alla base della sua struttura vengano selezionati secondo criteri di natura non esclusivamente economica.
Molteplici sono anche le tipologie di operatori finanziari o di fornitori di servizi specializzati attivi nel settore degli ISR:
- società di gestione del risparmio;
- banche commerciali e d'investimento;
- compagnie di assicurazione;
- broker e società di consulenza finanziaria;
- reti di distribuzione;
- agenzie di rating sociale;
- fornitori di indici.

## Modalità operative
Lo strumento più tipico attraverso cui gli IR vengono realizzati è il cosiddetto screening, che consiste nel selezionare i titoli da inserire in un portafoglio finanziario attraverso l'analisi del comportamento delle società emittenti secondo criteri ESG. La selezione viene fatta in base a dei criteri IR: criteri negativi (o di esclusione) e criteri positivi (o di inclusione).
Con criterio negativo si intende una condizione, o una serie di condizioni che, ove si verificano, comportano l'esclusione della società in esame. Si tratta quindi di una limitazione della libertà di acquisto da parte di un gestore che si impegna a non investire in determinate aziende e in determinati settori che presentano problematiche di ordine ESG come per esempio produzione e del commercio di armi, produzione e distribuzione del tabacco o delle biotecnologie per usi alimentari, il settore chimico e petrolifero che possono essere considerati non compatibili dal punto di vista ambientale. 
Non è facile definire in termini assoluti se un'impresa, un settore sono o non sono socialmente responsabili e questa metodologia di screening per esclusione, che è relativamente semplice, può comportare riduzioni significative dell'universo investibile e non sempre riesce a stimolare un reale cambiamento da parte delle imprese escluse.
I criteri più diffusi di screening negativo riguardano:
- istanze di tipo morale e tipico di alcuni operatori della finanza etica come la produzione di tabacco o alcool, attività legate al gioco d'azzardo o alla pornografia, la produzione o il commercio di armamenti, l'utilizzo di energia genetica, la produzione di organismi geneticamente modificati, la pratica di test su animali per scopi medici;
- istanze di tipo sociale come la violazione di norme di tutela dei diritti umani, il mancato rispetto della disciplina in materia di tutela del lavoro, la carenza di chiare regole di corporate governance, la presenza connivente dell'impresa in paesi caratterizzati da regimi oppressivi;
- istanze di tipo ambientale come l'inquinamento grave, la deforestazione, l'uso inefficiente dell'energia e delle risorse naturali.

Si applicano, invece, criteri positivi, quando la selezione dei titoli comprende aziende per le quali sia prassi consolidata l'applicazione di comportamenti socialmente responsabili, di codici etici di comportamento e di codici di corporate governance. Si parla in questi casi di approccio best in class, che si basa appunto sulla scelta di imprese che, all'interno del settore di appartenenza, si distinguono per l'elevato profilo ambientale o sociale anche quando il settore, nel suo complesso, è a rischio dal punto di vista della sostenibilità socioambientale.
Si consideri ad esempio il settore della produzione di energia: l'economia dei paesi industrializzati si basa sull'utilizzo di combustibili fossili. Dal punto di vista ambientale, si tratta indubbiamente di fonti ad altissimo impatto, che quindi dovrebbero essere escluse. Nondimeno, anche all'interno del settore energy, possono essere operati dei distinguo tra imprese che hanno avviato percorsi di ripensamento della propria strategia rispetto ad altre, focalizzate solo sul business tradizionale.
Nel caso poi di titoli del debito pubblico, si ha riguardo alla qualità delle politiche e delle prassi in materia di tutela e valorizzazione del capitale umano (come diritti umani, diritti civili, partecipazione democratica, libertà), del capitale sociale (come sanità, istruzione, giustizia) e del capitale naturale (come aree protette, biodiversità, uso dell'energia).

## L'analisi della responsabilità sociale
Negli ultimi anni si è andato affermando il concetto di responsabilità sociale delle imprese e dell'importanza del ruolo delle aziende quali attori necessari per la realizzazione di un futuro sostenibile. Tutte le politiche dell'Unione Europea in materia di sostenibilità tendono a coinvolgere la business community nel tentativo di raggiungere obiettivi comuni di crescita e coesione sociale ed economica. 
L'implementazione della responsabilità sociale nelle scelte strategiche aziendali non contrasta con il tradizionale obiettivo del raggiungimento dell'equilibrio economico ma è anzi funzionale al suo mantenimento nel lungo periodo. Allo stesso tempo però comporta un impegno specifico da parte dell'azienda a spiegare come intendono operare e con quali obiettivi. Infatti, accanto alle imprese e alle istituzioni, è cresciuta anche l'attenzione da parte degli investitori stessi verso le scelte etiche, sociali ed ambientali delle società oggetto dei loro investimenti sul mercato dei capitali. 
Nasce così l'esigenza duplice di analisi e valutazione della responsabilità sociale da un lato, data dagli operatori di rating sociale, e di nuovi modelli di comunicazione dall'altro.

### Gli operatori di rating sociale
Gli operatori di rating sociale, altrimenti detti rating etici, sono organizzazioni che raccolgono in modo continuo e sistematico informazioni sul comportamento ambientale e sociale delle imprese, le elaborano secondo proprie metodologie e le forniscono agli investitori socialmente responsabili, che le utilizzano per determinare le proprie scelte. Attraverso la loro attività, quindi, vanno a completare e integrare il lavoro degli analisti finanziari e quindi sostengono i processi di decisione dei gestori.
È importante però tener presente che gli investitori socialmente responsabili attribuiscono livelli diversi di importanza per ciascun ambito della responsabilità sociale, a seconda della loro natura, dei loro obiettivi e delle loro politiche: investitori ispirati da una morale religiosa, per esempio, attribuiranno la massima rilevanza al rispetto di criteri che, invece, sono di nullo o scarso significato per un investitore ambientalista. Questo può portare ad avere un rating sociale diverso a seconda che il committente decida di sovrappesare o sottopesare un determinato indicatore. Succede anche che alcune agenzie di rating sociale cessano di essere meri fornitori di informazioni proponendo un proprio schema valoriale sulla base del quale misurare la prestazione sociale dell'impresa dato dalla media delle richieste più comuni degli investitori socialmente responsabili.
Esistono anche casi di agenzia di rating etici che perseguono esclusivamente principi "terzi" e non propri, come possono essere le indicazioni provenienti dall'Unione europea, dall'OCSE e dalle Nazioni Unite, anche sulla base di standard di qualità – una specie di ISO 9000 – approvato dalla Commissione Europea, che disciplina le procedure di analisi e di gestione dei dati, le qualifiche degli analisti e così via.

### Fornitori di indici specializzati
I fornitori di indici specializzati (spesso chiamati “indici etici”) sono organizzazioni che calcolano dei benchmark il cui sottostante è selezionato sulla base di criteri ambientali o sociali. Nella maggioranza dei casi, la base di partenza è rappresentata da un indice tradizionale, al quale vengono applicati dei filtri (criteri negativi e positivi) in modo da eliminare gli emittenti che non soddisfano i criteri di responsabilità sociale. La riduzione dell'universo di partenza risulterà ovviamente più o meno sensibile a seconda della severità delle politiche di SRI.
Quasi sempre vengono comunque mantenute le caratteristiche di capitalizzazione e di diversificazione settoriale e geografica che garantiscano all'indice una significatività dal punto di vista finanziario.

#### Gli indici etici
I benchmark etici sono indici che monitorano l'andamento delle performance di un paniere di imprese secondo criteri non solo finanziari ed economici, ma che riguardano - a seconda dei casi - aspetti etici, ambientali o sociali. Questo paniere è generalmente costituito adottando un mix di regole di criteri negativi e criteri positivi che consente di metter a fuoco piuttosto chiaramente le caratteristiche di un'impresa.
La letteratura finanziaria ha cercato di analizzare il comportamento dei portafogli costituiti sulla base di criteri di IR. L'evidenza empirica sembra indicare che, adottando sostanzialmente un benchmark di riferimento basato su criteri minimi comunemente accettati, l'universo dei titoli considerati socialmente responsabili ha caratteristiche simili a quello dell'universo da cui derivano. Un portafoglio costituito in base a regole più stringenti, invece, potrebbe presentare delle distorsioni più significative in termini di rischio-rendimento.
L'implementazione di una strategia di IR può portare a movimenti di portafoglio che non sono dettate dalle stesse logiche che guidano i portafogli tradizionali. Se si considera ad esempio una gestione di portafoglio basata solo su criteri negativi, questa potrebbe portare ad escludere il titolo di una società partecipata che ha messo in atto comportamenti tali da modificare la valutazione di ammissibilità. Tale eventualità prevede il verificarsi di costi di transazione che altrimenti non si sarebbero resi necessari. Il problema non si pone quando l'esclusione riguarda l'intero settore: un produttore di armi o di tabacco normalmente resta tale. Però è possibile applicare criteri negativi a una singola imprese per un comportamento specifico anche se l'esperienza ci dimostra che è difficile che un'impresa passi dalla white alla black list o viceversa. Generalmente, infatti, l'analisi della responsabilità sociale permette di individuare i soggetti in un'area a rischio con un certo anticipo e quindi di prendere misure preventive, come anche la vendita del titolo stesso, nel momento di maggior finanziario.
I criteri di IR possono essere classificati anche sulla base dell'obiettivo che la loro applicazione si pone. Esistono infatti criteri di prevenzione dai quali ci si aspetta soprattutto una tutela dei rischi e di prestazione che puntano ad ottenere un'indicazione che guarda al futuro, in particolare la capacità di un'impresa di cogliere positivamente le sfide partendo dall'analisi del suo comportamento ambientale e sociale.
L'adozione esclusiva di criteri negativi di esclusione è caratteristica dei prodotti di prima generazione. Per evitare disinvestimenti immediati, di solito si adotta un mix di criteri e viene fatta un'analisi di responsabilità sociale per mettere in luce l'esposizione al rischio ad adottare comportamenti non responsabile.